# Xyris fimbriata
Xyris fimbriata là một loài thực vật hạt kín trong họ Hoàng đầu. Loài này được Elliott miêu tả khoa học đầu tiên năm 1816.